# Otto Friedrich Müller
Otto Friedrich Müller, anche Fridrich o Frederik (Copenaghen, 11 marzo 1730 – Copenaghen, 26 dicembre 1784), è stato un naturalista danese.

## Biografia
Müller fu l'autore di Zoologiae Danicae Prodromus (1776). Quest'opera è stato il primo studio sulla fauna della Norvegia e della Danimarca, ed è riuscita a classificare oltre tremila specie locali. Egli fu uno dei primi a studiare i microrganismi e a stabilire la classificazione di diversi gruppi di animali.
Fu membro dell'Accademia Cesarea Leopoldina, dell'Accademia Reale Svedese delle Scienze, dell'Accademia francese delle scienze e della Società di Amici della Scienza Naturale di Berlino, ed ha avuto un impatto duraturo sugli studi zoologici in Europa.
Fu un pioniere come studioso sul campo e classificò gruppi di animali sconosciuti a Linneo (Hydrachnellae, Entomostraca e Infusoria).

## Opere
- Zoologiae Danicae Prodromus, seu Animalium Daniae et Norvegiae Indigenarum characteres, nomina, et synonyma imprimis popularium.... Copenaghen, Hallager for the author. (1776) PDF; fu il primo manuale di zoologia danese e norvegese.
- Fauna Insectorum Fridrichsdalina. Lipsiae: Hafniae et Gleditsch xxiv 96 pp.(1764).
- Entomostraca seu Insecta Testacea, quae in aquis Daniae et Norvegiae reperit, descripsit et iconibus illustravit. 135 pp. (1785) PDF

| O.F.Müll. è l'abbreviazione standard utilizzata per le piante descritte da Otto Friedrich Müller. Consulta l'elenco delle piante assegnate a questo autore dall'IPNI. |

| O.F. Müller è l'abbreviazione standard utilizzata per le specie animali descritte da Otto Friedrich Müller. Categoria:Taxa classificati da Otto Friedrich Müller |